# Ochiul lui Horus

Wedjat - mai târziu numit Ochiul lui Horus

Wedjat - mai târziu numit Ochiul lui Ra

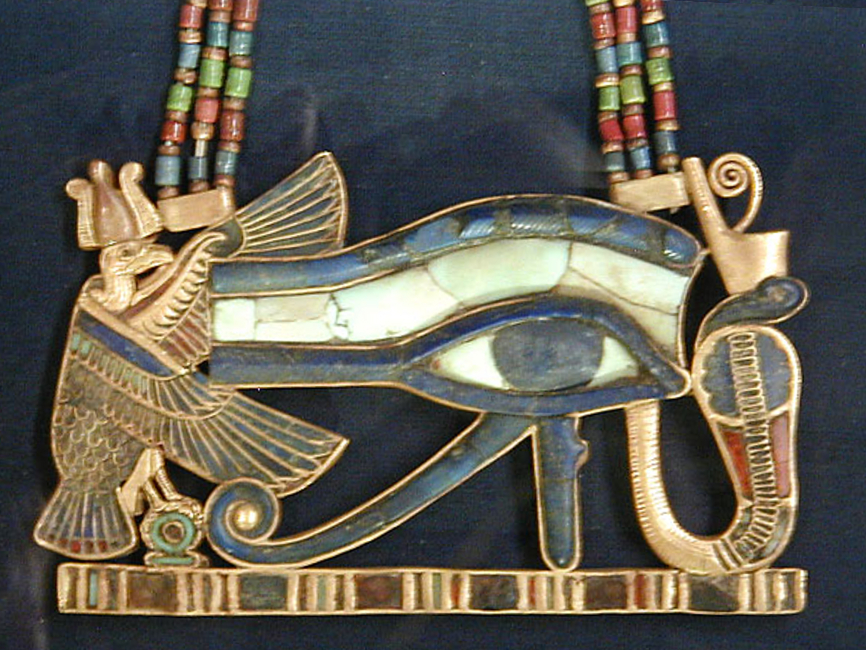
Ochiul lui Ra pe un pendant

Ochiul lui Horus (Wedjat) (anterior Wadjet - Ochiul Lunii; și ulterior Ochiul lui Ra sau Udjat) este un simbol antic egiptean al puterii regale și protecției zeităților, în acest caz Horus sau Ra (zeu egiptean). Simbolul este interpretat ca o imagine a mamei lui Horus, Isis, și alte zeități asociate cu ea.
În limba egipteană, cuvântul pentru acest simbol era „Wedjat”. Se credea că sursa puterii lui Horus se afla în ochii acestuia.  
Hor, în limba egipteană antică înseamna față, chip și era reprezentat printr-un cap de șoim (zeul Horus). Ochiul drept era alb și reprezenta soarele, cel stâng era negru, simbolizând luna.

## Descriere
Ochiul lui Horus, Wedjat sau Udjat (numit ochiul minții, al adevărului absolut) este un simbol protector, aducător de înțelepciune, claritate și luciditate purtătorului. Se zice că dacă te folosești de puterile sale îți poți îndeplini orice dorință atât în plan material, cât și în cel sentimental.
O altă teorie spune că dacă Ochiul lui Horus semnifica iluminarea spirituală, astăzi în kemetism cât și în Yoga Kemetica (asemănătoare cu hatha yoga) are o strânsă legătură cu al treilea ochi. (cunoscut de asemenea ca ochiul interior)  
Se mai face referire la el ca poarta care conduce spre ținutul interior și către locurile conștiinței superioare.
Horus, fiu al zeiței Isis (o zeiță a magiei, vieții și a vindecării) și al zeului Osiris (zeul morților și al renașterii cunoscut și ca „Mare prinț peste răsărit și peste apus” - Papirusul Ani Capitolul CLXXXIII), a fost adorat ca zeu al cerului, al vânătorii și a fost cel care l-a învins pe Seth (diavolul mitologiei egiptene).
Se spune că Zeul Horus, pierzându-și ochiul, a suferit orbirea temporară, în urma unei bătălii cu fratele său Seth. 
La fel cum Zeul Horus a reușit, până la urmă, să-și recapete vederea, și ochiul său este un simbol al triumfului etern asupra răului și sacrificiul pentru adevăr și dreptate (legea cosmică cunoscută ca Zeița Maat).
În același timp este și un simbol al celor ce triumfă cu orice preț, simbolizând așadar și puterea regală a faraonului identificat uneori în textele unor papirusuri cu statutul de Zeu.
În continuare legenda se prezintă în felul următor:
„Seth i-a scos ochiul, dar a pierdut lupta. Zeul Thoth a intregit ochiul prin magie, apoi Horus i l-a arătat lui Osiris, care i-a dat puterea sa renască și vindecându-l prin magia Zeiței Isis”.
Astfel, că amuleta, Ochiul lui Horus (Wedjat) are trei versiuni: Ochiul stâng, ochiul drept și cei doi ochi. Ochiul este construit din fragmente, și 1/64 din el fiind bucățica specială adăugată prin magie de Zeul Thoth. (Zeu al înțelepciunii, adoptat de Greci sub numele de Hermes)
Asemenea ochiul drept este considerat dătător de viață căci, conform unei alte legende, din lacrimile sale (apa) a lui Ra au fost create toate vietățile, de fapt aceasta formă de ochi este prezentă la Zeul creator Heliopolitan pe nume Ra. (Khepri, Ra, Atum fiind metamorfozele zeului creator potrivit legendei de la Heliopolis, numit și orașul soarelui).
Vechii navigatori pe Marea Mediterană pictau ochiul lui Horus la prova corăbiilor lor, ca un semn de protecție asupra călătoriei lor.
Ochiul lui Horus este astăzi folosit de păgânii religiei kemetiste cunoscută și sub numele de neterism, fondată de Tamara Siuda sub numele de: „Kemetic Orthodoxy”.
Ochiul lui Horus include șase elemente potrivit egiptenilor:
1. Simțul tactil - linia indică acțiunea de a planta o tijă în pământ și care în cele din urmă prinde rădăcini.
2. Gustul - din tija plantată la început răsare un vlăstar care hrănește spiritul și trupul omului.
3. Gândirea - „sprânceana” care simbolizează actul mimic de a ridica sprânceana în timp ce gândești.
4. Mirosul - colțul ochiului îndreptat spre nas, trasat ca o săgeată hotărâtă, explica importanța percepției în formarea de opinii asupra lumii și rafinarea capacității de clarviziune, de care poate dispune fiecare dintre noi.
5. Vederea - capacitatea de a vedea lumea dintr-o noua perspectivă, datorită ințelepciunii și clarviziunii pe care ni le oferă Zeul Horus.
6. Auzul - o parte din simbolul Ochiului lui Horus are forma unei pâlnii pentru a simboliza toate sunetele și peisajele sonore ale vieții care ne pot satisface sau din contră.

## Galerie

Valori aritmetice (Ochiul lui Ra)
Valori aritmetice (Ochiul lui Horus)
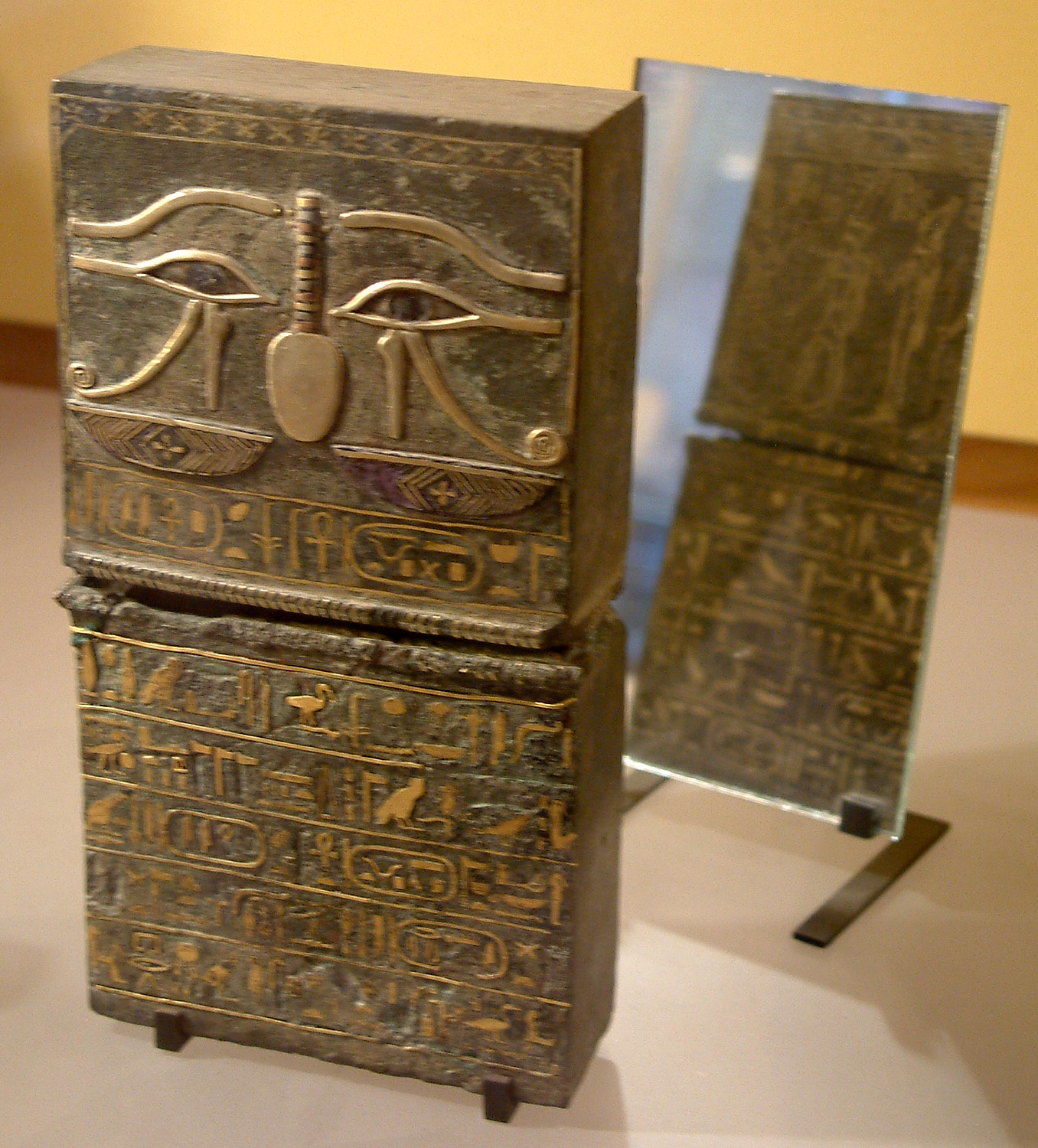
Lemn aurit cu ochi, Muzeul Louvre
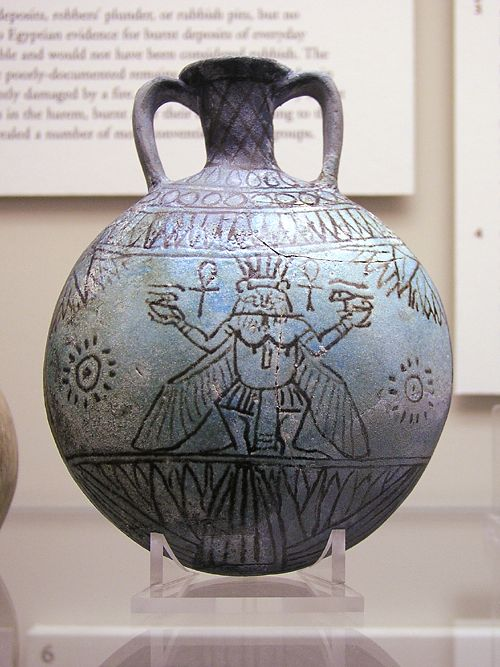
Vas din faianță, Bes cu ochi
Wedjat (Ochiul lui Ra)
Wedjat (Ochiul lui Horus)